# Багиров, Натик Надирович
Натик Надирович Багиров (азерб. Natiq Nadir oğlu Bağırov; род. 7 сентября 1964, Баку) — советский и белорусский самбист и дзюдоист, чемпион и призёр чемпионатов Европы и мира по самбо, призёр чемпионатов Европы и мира по дзюдо, Заслуженный мастер спорта Республики Беларусь, старший тренер сборной Белоруссии по дзюдо.

## Биография
В семье был средним из трёх детей. В 1975 году дядя записал его в секцию дзюдо спортивного общества «Динамо». В 1987 году по приглашению Магомеда Рамазанова и Владимира Япринцева переехал в Минск.
Окончил Азербайджанский государственный институт нефти и химии.
Свободно говорит на семи языках.

## Общественная работа
Советник посла Азербайджанской Республики в Республике Беларусь, председатель Конгресса азербайджанских общин Беларуси.

## Семья
Два сына — Ариф и Анар, которые также занимаются борьбой.

## Спортивные результаты
- Самбо на летней Спартакиаде народов СССР 1986 года — ;
- Чемпионат СССР по самбо 1988 года — ;
- Чемпионат СССР по самбо 1990 года — ;
- Летние Олимпийские игры 1996 года — 5-е место;
- Летние Олимпийские игры 2000 года — во втором раунде соревнований проиграл Эльчину Исмаилову из команды Азербайджана и выбыл из дальнейшей борьбы.

## Личные достижения
- Орден «Слава» (13 марта 2006 года, Азербайджан) — за деятельность в области солидарности азербайджанцев мира[5].
- Заслуженный мастер спорта Республики Беларусь.
- Почётный диплом Президента Азербайджанской Республики (23 декабря 2024 года, Азербайджан) — за заслуги в развитии спорта в Азербайджане[6].